# 法登峰
法登峰（英語：Fadden Peak）是南極洲的山峰，位於瑪麗伯德地，處於克雷西峰以東4公里的羅斯冰架和沃森海崖之間，海拔高度920米，現時由南極條約體系管理。